# Зенон Косидовски
Зенон Косидовски (пољ. Zenon Kosidowski; Иновроцлав, 22. јун 1898 — Варшава, 14. септембар 1978) је био пољски писац, есејиста и песник.
Дела су му превођена на бугарски, кинески, чешки, литвански, летонски, молдавски, руски, румунски, српски, хрватски, словачки, украјински, мађарски језик.

## Биографија
Зенон Косидовски је рођен у Иновроцлаву, син Антонија и Валентине (рођене Фидлер). Као младић служио је у немачкој војсци, коју је напустио да би могао да учествује у Великопољском устанку. Од године 1919—1922 студирао је хуманистичке науке и полонистику на универзитету Адам Мицкијевич у Познању и на Јагелонском универзитету у Кракову, где је дипломирао немачке и пољске студије. Након студија неколико година предавао је пољски језик у средњим школама.
Уређивао је (1919—1920) експресионистички магазин (Zdrój) Извор 1919. где је дебитовао као песник књигом песама Луди ловац („Szalony łowca”). Настанио се у Познању. Затим је радио као пољски филолог у једној средњој школи у Лођу. Од 1928. до 1939. био је главни уредник и директор Пољског радија у Познању, а од 1934 . - председник Синдиката пољских писаца у Познању и један од главних покретача трибине Књижевни четвртак. Тамо је остао све док није отишао у Варшаву 1937. године. У годинама 1939—1951 боравио је у САД, где је, између осталог предавао историју пољске културе на Универзитету у Лос Анђелесу од (1945—1949). У тој земљи уређивао је „Tygodnik Polski” (1942-43), а од 1950. - у пољској амбасади у Вашингтону, уређивао је часопис „Poland of Today”.
По повратку у земљу године 1951. почиње најплоднији период његовог књижевног рада. Писање научно-популарних дела донело му је многобројне читаоце у Пољској и другим земљама.
Написао је следећа научно-популарна дела о историјама старих цивилизација:
- Кад је сунце било бог, („Gdy słońce było bogiem”), (1956)
- Краљевство златних суза, („Królestwo złotych łez”), (1960)
- Библијске легенде, („Opowieści biblijne”), (1963)
- Лисипови коњи, („Rumaki Lizypa”), (1965)
- Приче јеванђелиста, („Opowieści ewangelistów”), (посмртно 1979)

У својим књигама описао је живот у Старом Египту, Јудеји, Месопотамији и у многим другим ишчезлим цивилизацијама.
У своје две књиге, „Библијске приче” и „Приче еванђелиста”, он је представио библијске догађаје у критичном и скептичном светлу (међутим, није доводио у питање историчност многих библијских ликова, укључујући Исуса из Назарета).
Сахрањен на војном гробљу Повазки у Варшави (kw. B35-7-9).

## Награде
Академски сребрни ловор Пољске академије књижевности (1938)
Државна награда II степена (1964)
Награда Друштва за промоцију секуларне културе (1965)
Све његове књиге преведене су на српски језик и доживеле су више издања. Издавач, Агенција Тривић 2005. године, објавила је сабрана дела овог популарног писца.